# Elhoveț, Smolean
Elhoveț (în bulgară Елховец) este un sat în comuna Rudozem, regiunea Smolean,  Bulgaria. 

## Demografie
Componența etnică a satului Elhoveț
     Bulgari (73,93%)
     Nicio identificare (23,71%)
     Altele (2,35%)
La recensământul din 2011, populația satului Elhoveț era de 1.105 locuitori. Din punct de vedere etnic, majoritatea locuitorilor (73,93%) erau bulgari. Pentru 23,71% din locuitori nu este cunoscută apartenența etnică.